# Наш дом — Армения
«Наш дом — Армения» (арм. Մեր տունը Հայաստանն է) — центристская политическая партия Армении.

## История
Партия «Наш дом — Армения» впервые была создана в сентябре 2004 года бывшим командиром отряда «Конд» Вачаганом Чибухчяном, однако в 2016 году заявила о своём роспуске и присоединении к «Армянскому возрождению» Артура Багдасаряна.
В 2018 году после Бархатной революции в Армении партия «Наш дом — Армения» была зарегистрирована вновь. Её основателем стал председатель Союза армян России Ара Абрамян.
В мае 2021 года Абрамян заявил, что его партия примет участие в досрочных парламентских выборах в блоке с партией «Альянс». Лидер «Альянса», депутат Национального собрания VII созыва Тигран Уриханян был выдвинут в качестве претендента на пост премьер-министра страны. По результатам выборов 2021 года партия получила в свою поддержку 0,95 % избирателей и, не преодолев минимальный порог в 7 % голосов для избирательных блоков, делегировать в Национальное собрание страны ни одного своего представителя не смогла.

## Результаты выборов

### Парламентские выборы
| Выборы | Голоса | %    | Кресла   | Позиция  | Примечание                                         |
| ------ | ------ | ---- | -------- | -------- | -------------------------------------------------- |
| 2021   | 12 149 | 0,95 | 0 из 107 | 13 место | В составе избирательного блока «Мой дом — Армения» |

## Идеология
Партия придерживается пророссийской позиции и призывает к расширению сотрудничества между Арменией и Россией.
Партия выступает за укрепление экономики страны, признание независимости Республики Арцах и защиту территориальной целостности Армении.